# Jan Swammerdam
Jan Swammerdam (12. únor 1637, Amsterdam – 17. únor 1680, Amsterdam) byl nizozemský biolog, průkopník mikroskopie, objevitel červených krvinek.

## Život
Jeho otec byl lékárník a sběratel minerálů, zkamenělin a hmyzu. Právě sbírka hmyzu syna fascinovala a nasměrovala k mikroskopii.
Na univerzitě v Leidenu vystudoval medicínu, ale lékařskou praxi neprovozoval. Za pomoci mikroskopu především studoval hmyz, jeho život a anatomii. Jako první dokázal, že vajíčko, larva, kukla i dospělec jsou různé fáze vývoje jediného hmyzího jedince. Tím mj. vyvrátil Aristotelovu hypotézu o samoplození. Pomocí pitev a experimentů (mimo jiné i vivisekcí včel) prozkoumal a podrobně popsal anatomii a fyziologii několika druhů hmyzu. Nejintenzivněji se věnoval výzkumu včely medonosné, její fyziologie a rozmnožování, dokázal, že královna je jedinou matkou všech příslušníků včelstva. Objevil také, že trubci nemají žihadlo a po spáření hynou. Výsledky svého bádání shrnul roku 1669 v knize Historia insectorum generalis ofte Algemeene verhandeling van de bloedeloose dierkens (Všeobecná historie hmyzu aneb Obecný traktát o malých tvorech bez krve). Knihu si sám ilustroval sérií velmi zdařilých rytin.

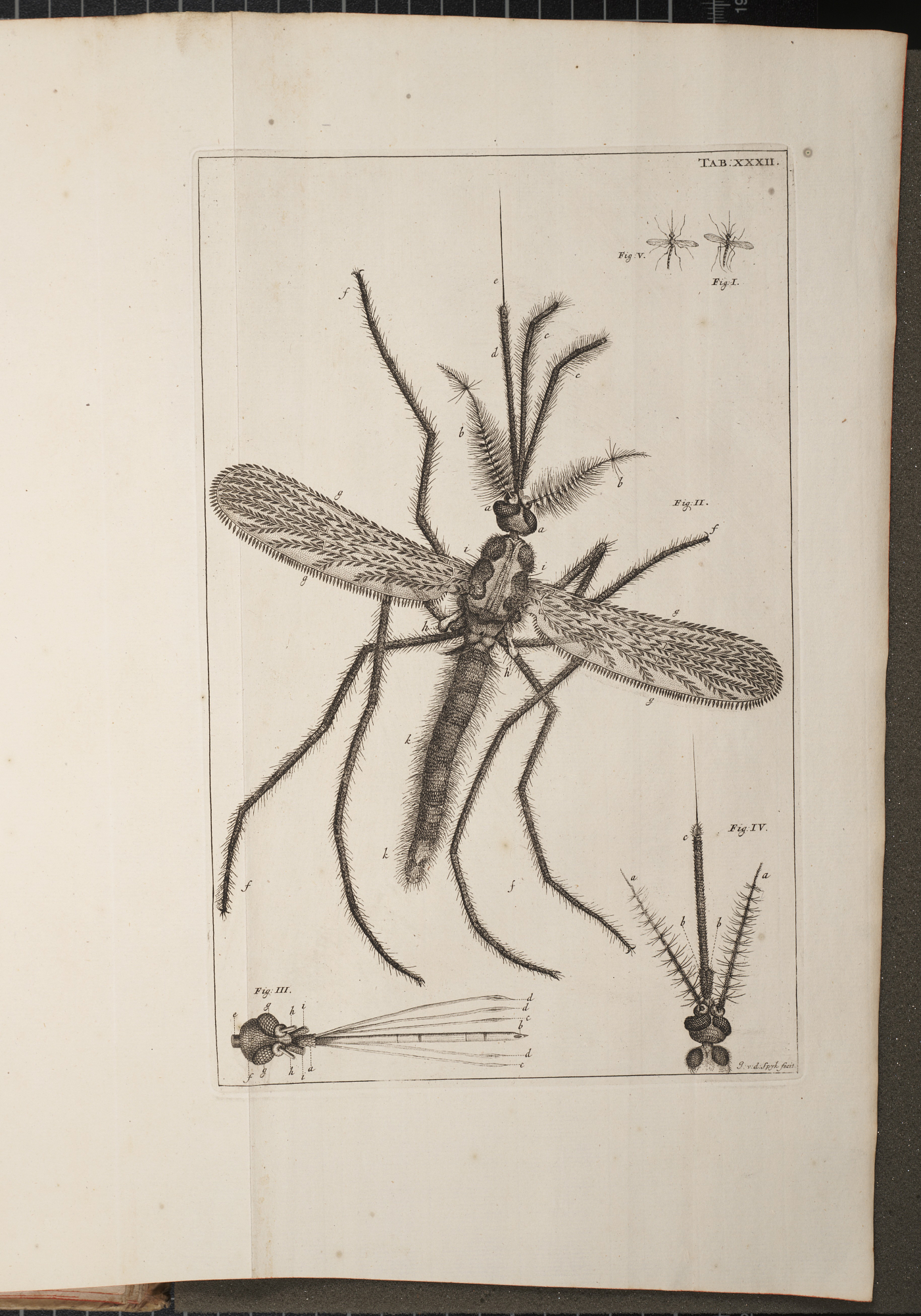
Obrázek komára z Všeobecné historie hmyzu

V roce 1668 jako první pozoroval a popsal červené krvinky. Za pomoci experimentu se stehenním svalem žáby prokázal, že pohyb svalů vzniká drážděním nervů, nikoli přenosem „animálního ducha“, jak se domníval Descartes. Ačkoli pocházel z protestantského prostředí, roku 1675 se pod vlivem vlámské mystičky Antoinette Bourignon de la Porte přiklonil ke katolicismu, dokonce na její radu spálil svou rozepsanou práci o bourci morušovém. Po svém návratu do Amsterodamu se vrátil k psaní vědeckých prací, ale jeho poslední dílo Bybel der natuure (Přírodní Bible) zůstalo nedokončeno vinou autorovy předčasné smrti. Jan Swammerdam zemřel ve 43 letech na malárii.